# Корти, Марио (журналист)
Ма́рио Ко́рти (итал. Mario Corti; род. 1945, Треццо-суль-Адда, Милан, Ломбардия, Италия) — переводчик, сотрудник посольства Италии в Москве, радиожурналист, директор Русской службы Радио «Свобода», писатель, историк.

## Биография
Родился в 1945 году в городке Треццо-суль-Адда в окрестностях Милана. В детстве и юности жил в Аргентине, где в то время работал его отец. В 1961—1963 годах учился в миланской консерватории, но не закончил её. Затем работал на заводе в Германии, служил переводчиком на заводе компании Fiat в Турине и на фирме Пирелли в Милане. С 1972 по 1975 год — переводчик в посольстве Италии в Москве. В 1974 году после высылки А. И. Солженицына из СССР по просьбе его семьи перевёз за границу значительную часть библиотеки писателя, которая была необходима ему для работы. В пятом дополнении к мемуарам «Бодался телёнок с дубом» («Невидимки») А. И. Солженицын перечисляет Марио Корти среди своих 117 тайных помощников, помогавших ему размножать, хранить, прятать, перевозить рукописи и материалы к ним.
В середине 70-х член редакционной коллегии журнала «Руссия Кристиана» (Russia Cristiana) в Милане. В 1975 один из основателей кооперативного издательства La casa di Matriona, специализировавшегося изданиях по российской истории и культуре. В 1977 году организатор Сахаровских слушаний в Риме. Участвовал в организации выставок документов самиздата на Биеннале в Венеции (1977), в Турине (1978), в Вашингтоне (1979) и в Риме. Публиковал статьи и интервью на темы русского инакомыслия; редактировал книги по правозащитному движению в СССР.
На Радио «Свобода» и Радио «Свободная Европа» поступил в 1979 году как аналитик и редактор Отдела «самиздата», затем возглавил этот отдел. Одновременно редактор и издатель еженедельника «Материалы Самиздата». В 1990 году был назначен исполняющем обязанности директора Отдела информационных ресурсов, а в ноябре 1991 года стал заместителем директора этого отдела, затем директор Отдела информационных ресурсов научно-исследовательского института Радио «Свобода» и Радио «Свободная Европа». С августа 1998 года и. о. директора, с марта 2000 до июля 2003 года — Директор Русской службы Радио «Свобода». Автор историко-музыкальных циклов «Неаполь в Петербурге», «Моцарт и Сальери» и «Казанова — европейская судьба».
Составитель сборников о советском правозащитном движении. В России статьи М. Корти появлялись в «Литературной газете», «Независимой газете», «Неделе», «Русском телеграфе», журналах «Знание — сила», «Персона», «Футбольная правда» и других. В 2002 в издательстве «Вагриус» вышла его художественная книга «Дрейф», написанная на русском языке. Автор книг «Сальери и Моцарт» (СПб.: «Композитор», 2005), «Другие итальянцы: Врачи на службе России» (Журнал «Звезда», СПб, 2110), сборника статей и эссе «Личное мнение» (Franc-Tireur).